# Tirage thermique

L’effet de cheminée est expliqué par la poussée d’Archimède qui fait monter dans la cheminée l’air chaud, dont la densité (et la pression) est plus petite que celle de l’air froid. Le tirage de la cheminée (l’appel d’air) est d’autant plus fort que la différence thermique est élevée.

Le tirage thermique, ou effet cheminée, est le mouvement de l'air (dans les bâtiments, cheminées, conduites...) sous l'effet de la poussée d'Archimède.

## Description
Le tirage thermique a lieu lorsqu'une différence de température engendre une différence de densité de l'air entre l'entrée et la sortie du conduit, ce qui entraîne un flux d'air.
Cet effet est accentué par une plus grande hauteur de cheminée.
Le tirage thermique est assez largement connu du grand public sous la formule « l'air chaud monte ».

## Modélisation

### Force motrice
La différence de pression ΔP entre l'air au sommet et à la base peut être exprimé par l'équation suivante, :
{\displaystyle \Delta P=\;C\,p\;h\;{\bigg (}{\frac {1}{T_{o}}}-{\frac {1}{T_{i}}}{\bigg )}}
| où: |                                                                                         |
| ΔP  | = différence de pression, en Pa                                                         |
| C   | = 0.0342                                                                                |
| p   | = pression absolue atmosphérique, en Pa, à corriger en fonction de l'altitude (-12Pa/m) |
| h   | = hauteur ou distance, en m                                                             |
| To  | = température extérieure, en K                                                          |
| Ti  | = température intérieure, en K                                                          |
Pour les bâtiments à un ou deux niveaux, h est la hauteur du bâtiment.
Pour les bâtiments de grande hauteur à plusieurs niveaux, h est la distance des ouvertures situées au niveau de pression neutre (neutral pressure level, NPL) à une extrémité (soit le sommet, soit la base).
La pression est la pression absolue, soit 1.013mbar (101.300Pa) au niveau de la mer en moyenne. Si h est élevé, il faut tenir compte de la différence négative de pression de 12Pa par mètre d'altitude, au niveau de la mer, à corriger en fonction de l'altitude (la pression diminue avec l'altitude).

### Flux déplacé
Le débit d'air déplacé par tirage thermique s'exprime par l'équation suivante,, :
{\displaystyle Q=C\;S\;{\sqrt {2\;g\;h\;{\frac {T_{i}-T_{o}}{T_{i}}}}}}
| où: |                                                          |
| Q   | = débit d'air déplacé par tirage thermique, m3/s         |
| S   | = surface du flux, m2                                    |
| C   | = coefficient de décharge (ordinairement de 0,65 à 0,70) |
| g   | = accélération de la pesanteur, 9,81 m/s2                |
| h   | = hauteur ou distance, m                                 |
| To  | = température extérieure, en K                           |
| Ti  | = température intérieure, en K                           |

## Implications

### Dans la nature

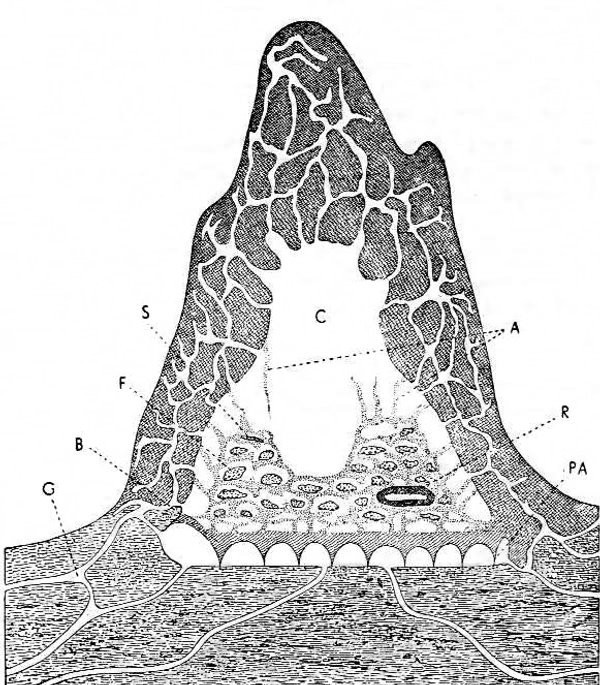
Structure de la termitière géante de l'espèce.

La ventilation naturelle (en) ou l'infiltration utilisent le tirage thermique provoqué par l'action du vent sur l'enveloppe d'un bâtiment, d'une structure.
Ce phénomène est à l'origine de l'accident du funiculaire de Kaprun et de l'incendie de King's Cross.
Ce modèle d'effet de cheminée étudié par les architectes et les ingénieurs, est connu des biologistes sous le nom de flux induit ou forcé par une force extérieure (le vent), par exemple au niveau des termitières qui forment un système complexe de ventilation naturelle,.

### Dans le bâtiment

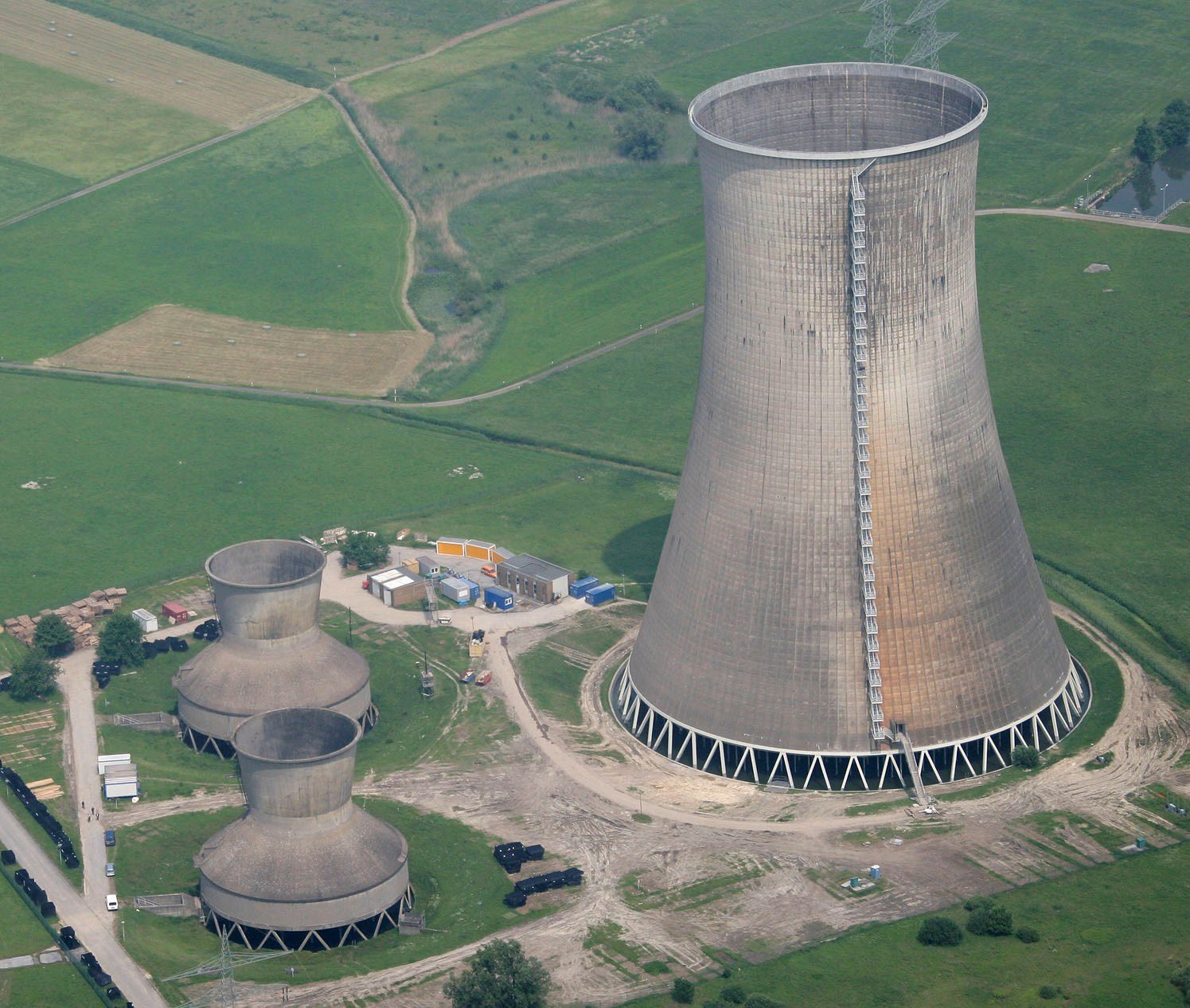
Tour aéroréfrigérante avec une forme hyperboloïde.

Les bâtiments n'étant jamais totalement étanches, le tirage thermique est toujours à l'origine d'infiltrations d'air.
Durant la saison de chauffe, l'air intérieur, plus chaud, s'élève dans le bâtiment et s'échappe en hauteur, par des fenêtres, des bouches de ventilation ou autre. En s'élevant, l'air crée une dépression au bas du bâtiment, ce qui fait pénétrer de l'air froid (appel d'air).
Durant la saison estivale, l'effet cheminée est inversé, mais généralement plus faible en raison de la plus faible différence de température entre l'intérieur et l'extérieur.
Dans les immeubles de grande hauteur modernes, qui possèdent une enveloppe relativement hermétique, la différence de pression entre le sommet et la base peut entraîner un effet cheminée significatif, qui doit être pris en considération au niveau de la conception. Les cages d'escalier ou d'ascenseurs tendent à accentuer le phénomène, alors que les cloisons intérieures, les planchers et les séparations incendie l'atténuent. En particulier, le tirage thermique peut accélérer la propagation des fumées en cas d'incendie.
La forme hyperboloïde des tours aéroréfrigérantes s'explique en partie par le tirage thermique qu'elle favorise en utilisant l'effet Venturi.

## Sources
1. 1 2 3  (en) Natural Ventilation Lecture 2
2. 1 2  (en) Natural Ventilation Lecture 3
3. ↑  (en) Natural Ventilation, Andy Walker, National Renewable Energy Laboratory (US Department of Energy)
4. ↑  (en) « Organisms that Capture Currents », Scientific American, vol. 239, no 2,‎ 1978, p. 128–139
5. ↑  (en) Steven Vogel, William L. Bretz, « Interfacial organisms : Passive ventilation in the velocity gradients near surfaces », Science, vol. 175, no 4018,‎ 1972, p. 210–211 (DOI 10.1126/science.175.4018.210).
6. ↑  (en) I. Mungan et U. Wittek, Natural Draught Cooling Towers, CRC Press, 2004, p. 3

- (en) Cet article est partiellement ou en totalité issu de l’article de Wikipédia en anglais intitulé « Stack effect » (voir la liste des auteurs).